# منیر باتی
منیر باتی (انگلیسی: Munir Bhatti) بازیکن هاکی روی چمن اهل پاکستان بود.